# شهدطوطیک چانه‌سرخ
شهدطوطیک چانه‌سرخ (نام علمی: Vini rubrigularis) یک گونه طوطی از خانواده طوطیان سبز و بومی بریتانیای جدید، ایرلند جدید، هانوفر جدید و جزیره کارکار در پاپوآ گینه نو است.
زیستگاه‌های طبیعی آن جنگل‌های دشت نمناک نیمه‌گرمسیری یا گرمسیری و جنگل‌های کوهستانی نمناک نیمه‌گرمسیری یا گرمسیری است.
این گونه به‌طور کلی به عنوان تک‌نماد شناخته می‌شود. با این حال، برخی از مقامات، جمعیت‌های جزیره کارکار را به عنوان یک زیرگونه جداگانههٔ V. r. krakari تقسیم کردند.